# Жанадалинський сільський округ
Жанадали́нський сільський округ (каз. Жаңадала ауылдық округі, рос. Жанадалинский сельский округ) — адміністративна одиниця у складі Жаркаїнського району Акмолинської області Казахстану. Адміністративний центр — село Тасти-Талди.
Населення — 728 осіб (2021; 1162 у 2009, 2674 у 1999, 4897 у 1989).
Станом на 1989 рік існували Жанадалинська сільська рада (село Жанадали), Комсомольська сільська рада (селище Зерноградський), Таститалдинська сільська рада (село Тасти-Талди), Фурмановська сільська рада (село Бірсуат) та Чапаєвська сільська рада (село Чапаєво) колишнього Жанадалинського району. 1993 року Жанадалинська та Таститалдинська сільради утворили Жанадалинський сільський округ, Комсомольська, Фурмановська та Чапаєвська сільради — Бірсуатський сільський округ. 2000 року зі складу Бірсуатського сільського округу виділено Зерноградський сільський округ. 2010 року Жанадалинський сільський округ (села Жанадала, Тасти-Талди) та Зерноградський сільський округ (село Зерноградське) були об'єднані.

## Склад
До складу округу входять такі населені пункти:
| Населений пункт     | Населення, осіб (1989) | Населення, осіб (1999) | Населення, осіб (2009) | Населення, осіб (2021) |
| ------------------- | ---------------------- | ---------------------- | ---------------------- | ---------------------- |
| Жанадала, село      | 1288                   | 674                    | 105                    | 80                     |
| Зерноградське, село | 1436                   | 662                    | 365                    | 240                    |
| Тасти-Талди, село   | 2173                   | 1338                   | 692                    | 408                    |